# Brenden Schooler
Brenden Schooler (Dana Point, 30 maggio 1997) è un giocatore di football americano statunitense che milita nel ruolo di safety per i New England Patriots della National Football League (NFL).

## Carriera

### New England Patriots
Dopo non essere stato scelto nel Draft NFL 2022, Schooler firmò con i New England Patriots. Nella vittoria del secondo turno contro i Pittsburgh Steelers recuperò un pallone sfuggito al punt returner avversario, l'ex All-Pro dei Patriots Gunner Olszewski. New England segnò il touchdown della vittoria nel drive che ne seguì. Schooler recuperò un secondo punt sfuggito agli avversari nella vittoria della settimana 6 sui Cleveland Browns; un video virale lo mostrò provare a regalare il pallone al capo-allenatore Bill Belichick durante la partita. Schooler recuperò anche un punt bloccato da Jonathan Jones nella vittoria sugli Indianapolis Colts nel nono turno. A fine stagione venne inserito come special teamer nella formazione ideale dei rookie dalla Pro Football Writers of America.
Nel 2024 Schooler fu convocato per il suo primo Pro Bowl e inserito nel First-team All-Pro come special teamer.

## Palmarès
- Convocazioni al Pro Bowl: 1

2024
- First-team All-Pro: 1

2024
- PFWA All-Rookie Team - 2022

## Vita privata
Il fratello, Colin, gioca come linebacker per i Guelfi Firenze, dopo aver militato negli Arlington Renegades della UFL.